# Педіатрія
Педіатрі́я (від грец. παιδίον — дитина та грец. ιατρεία — лікування) — галузь у медичній науці, головним завданням якої є збереження або повернення здоров'я дитині, щоб дозволити їй у повній мірі реалізувати свій вроджений життєвий потенціал.

## Історія розвитку педіатрії
Історія розвитку педіатрії в Україні тісно пов'язана з історією медицини і світової педіатрії. Розглядаючи історичні етапи розвитку педіатрії, слід розпочати з Гіппократа (460—372 pp. до н. е.), великого лікаря античного світу, який мав величезний вплив на всі подальші етапи розвитку медицини і до наших днів. Звичайно, Гіппократ не був педіатром, але його роботи свідчать, що, вивчаючи хвороби у дорослих, він звернув увагу на особливості дитячого організму. Особливу увагу Гіппократ приділяв захворюванням новонароджених і немовлят — афтам, омфаліту, діареї тощо. Він залишив прекрасний опис клінічного перебігу епідемічного паротиту.
Особливо велике значення в галузі педіатрії мали роботи Сорана Ефеського, який жив у Римі в період правління Траяна та Адріана і був сучасником Галена. Роботи Сорана містять багатий матеріал з дієтетики, догляду за новонародженими та дітьми грудного віку. Він детально розглянув такі питання, як перев'язка пуповини, одяг дитини, догляд за нею та ін. Особливе значення мала книга Сорана Ефеського «Акушерське мистецтво» (De arte obstetrica), що дозволило вважати його першим педіатром Риму. Слід відзначити, що роботи Сорана Ефеського були добре відомі українським педіатрам. Про це свідчить той факт, що український професор Іван Троїцький видав у 1889 р. монографію «Соран Ефеський – перший педіатр Вічного міста» (Киев, 1889), а згодом зробив доповідь про Сорана Ефеського на Міжнародному педіатричному конгресі в Римі у 1890 році.
Праці лікарів античності мали великий вплив на їхніх послідовників. Це досить добре видно на прикладі одного з великих лікарів середньовіччя Абу Бакра Ар-Разі (865—925). Сучасники навіть відзначили його титулом «арабського Гіппократа». Вважають, що Абу Бакра Ар-Разі є автором 180—200 праць, присвячених медицині, філософії, хімії, математиці, астрономії та ін. Але основною його педіатричною працею є невеликий трактат «Дитяча практика», перекладений на латинську мову в кінці XII ст. Перше друкарське видання опубліковано в Мілані в 1481 р. Потім «Дитяча практика» неодноразово перевидавалась протягом XV—XVII ст. Трактат Ар-Разі налічує всього 3 сторінки і містить 24 невеликі розділи, в кожному із яких описане одне дитяче захворювання або їх група. Як правило, в розділі викладаються причини захворювання, класифікація (звичайно виділяються вроджена і набута форми), клініка, лікування, іноді прогноз. Механізм розвитку хвороби полягає в основному в гуморальній теорії і теорії чотирьох якостей. Наприклад, «эпилепсия происходит от порочности естественного сочетания в мозгу влажного и холодного». Але зустрічаються і Досить раціональні пояснення. Зокрема, на думку Ар-Разі, блювання може виникнути внаслідок перегодовування або вживання недоброякісного молока. Діагноз ґрунтується лише на даних опитування, ретельного догляду, рідко — пальпації і дослідження виділень, тому клінічний опис захворювання досить точний і конкретний. В рекомендаціях щодо лікування на першому місці стоїть Етичне харчування. Разом з тим арсенал рекомендованих Ар-Разі лікарських засобів досить великий, близько 90 лікарських рослин, близько 20 засобів тваринного і 15 — мінерального походження. Але ефективність великої кількості рекомендованих Ар-Разі засобів оцінити важко, якщо взагалі можливо. Не зважаючи на всі недоліки, праця Ар-Разі мала значний вплив на розвиток знань про хвороби дитячого організму, способи їх діагностики і лікування.
З середини XIII ст. для Києва настав важкий час золотоординського іга. Медицина у ці роки зосереджувалася майже виключно в монастирях. Голод, розруха, тяжкі епідемії охоплювали українські міста і села. В XV—XVII ст. поряд з народними лікарями медичну допомогу надавали цирульники. В цей час починають з'являтися перші друковані книги, присвячені дитячим хворобам. Перша з таких книг — «Libellus de ergitudinibus infantum» («Книга про дитячі хвороби») побачила світ 21 квітня 1472 р. в Італії. Її автором був Павло Багеллярд, який протягом 30 років викладав медицину в знаменитому Падуанському університеті. Ця книга є компілятивною, і думка про її написання виникла у П. Багеллярда під впливом трактата Ар-Разі. В першій частині книги П. Багеллярд дає поради акушеркам, наводить детальні вказівки щодо годування дитини, здійснення догляду за нею та висвітлює інші питання. В другій частині розглядаються захворювання дітей.
На початку XVII ст. у розвитку медицини в Україні певну роль почали відігравати братства. У 1615 р. виникло Київське братство, яке мало свій госпіталь.
Київська Братсько-Могилянська академія, заснована в 1632 p., мала великий вплив на розвиток вітчизняної науки, у тому числі на підготовку національних медичних кадрів. Її вихованцями були Богдан Хмельницький, Григорій Сковорода, П. П. Гулак-Артемовський, чимало представників слов'яно-греко-латинської академії і Московського університету. Понад 40 вихованців академії захистили дисертації на здобуття ступеня доктора медицини, серед них такі видатні медики, як Д. С. Самойлович, М. М. Тереховський,
О. М. Шумлянський, І. А. Полетика, К. І. Щепін та ін.
Великий вплив на розвиток медицини, в тому числі і педіатрії, в Україні мало відкриття медичного факультету в Московському університеті (1764) і Петербурзької медико-хірургічної академії (1798), оскільки саме в цих медичних науково-педагогічних закладах протягом тривалого часу здійснювалась підготовка лікарів, які потім працювали на безмежних просторах Російської імперії.
Вихованцем Києво-Могилянської академії був також і основоположник вітчизняного акушерства і педіатрії Н. М. Максимович-Амбодик.
Значний внесок в розвиток педіатрії як науки зробив наш видатний земляк Степан Хомич Хотовицький (1796—1885), ім'я якого посідає почесне місце в історії світової і вітчизняної медицини. Вперше С. Х. Хотовицький застосовує для діагностики хвороб у дітей методики пальпації, перкусії, аускультації. Проте найвидатнішою подією в житті С. Х. Хотовицького, що принесла славу йому і всій медичній громадськості Росії, був вихід у світ у 1847 р. першого оригінального посібника з педіатрії «Педіятрика» (900 с.). Ця найкраща і остання праця Степана Хомича була перекладена на іноземні мови. З 1865 р. вивчення педіатрії стало обов'язковим для студентів.